# Laissez-passer (film)
Laissez-passer is een historisch-biografisch oorlogsdrama uit 2002 onder regie van Bertrand Tavernier. Hij baseerde het verhaal hiervan op dat uit het gelijknamige boek van Jean-Devaivre. De film won op het Filmfestival van Berlijn 2002 zowel de Zilveren Beer voor beste acteur (Jacques Gamblin) als die voor beste filmmuziek (van Antoine Duhamel). Regisseur Tavernier werd er tevens genomineerd voor de Gouden Beer.

## Verhaal
Franse filmmakers in Parijs krijgen tijdens de Tweede Wereldoorlog te kampen met een dilemma. Ze twijfelen of ze voor een Duitse productiemaatschappij moeten gaan werken of dat dit een vorm van collaboratie is.

## Rolverdeling
| - Jacques Gamblin - Jean-Devaivre - Denis Podalydès - Jean Aurenche - Charlotte Kady - Suzanne Raymond - Marie Desgranges - Simone Devaivre - Ged Marlon - Jean-Paul Le Chanois - Philippe Morier-Genoud - Maurice Tourneur - Laurent Schilling - Charles Spaak - Maria Pitarresi - Reine Sorignal - Christian Berkel - Dr. Greven - Richard Sammel - Richard Pottier - Marie Gillain - Olga - Olivier Gourmet - Roger Richebé - Philippe Saïd - Pierre Nord - Liliane Rovère - Mémaine - Götz Burger - Bauermeister - Serge Riaboukine - Louis Née - Didier Sauvegrain - Thirard - Thierry Gibault - Paul Maillebeau - Christophe Odent - Pierre Bost - Olivier Brun - Jacques Dubuis - Pierre Lacan - Louis Devaivre - Jean-Yves Roan - René Fléchard - Bruno Raffaelli - Glinglin - Jean-Claude Calon - Marcel - Noëlle Cazenave - Arlette - Pascal Leguennec - Fred - Eric Petitjean - Roger - Michel Charvaz - Georges Million - Jean-Yves Ruf - Albert | - Jean-Paul Audrain - Arrignon - Vincent Schmitt - Léon - Valérie Dermagne - Paula - Hans Werner Meyer - Von Schertell - Betty Teboulle - Mme Carpentier - Philippe Duclos - Marcel Bryau - Radu Duda - Andrejew - Niels Dubost - Didot - Pierre Berriau - Mickey - François Loriquet - Douillet - Philippe Frécon - Bébert - Philippe Polet - Arthur - Richard Guedj - Jules - Claude Aufaure - Roland Manue - Valérie Baurens - Marinette Burguiere - Jean-Pierre Léonardini - Laurencie - Daniel Gerno - Camille - Françoise Sage - Agathe - Jean-Claude Frissung - Foulioux - Tonio Descanvelle - René Wheeler - Sébastien Thiery - Cayatte - Henri Attal - Raoul - Jeremy Child - Jeremy - Daniel Delabesse - Claude Autant-Lara - Robert Glenister - Capt. Townsend - Daniel Langlet - Masson - Tim Pigott-Smith - Fleming - Toby Sedgwick - Thomson - Tania Torrens - Marraine - Jacques Boudet - cafébaas |